# 清法戰爭紀念園區
清法戰爭紀念園區，是基隆法國公墓（又名基隆法軍公墓）及民族英雄墓合稱的戰爭紀念園區，位於臺灣基隆市中正區中正路與東海街交叉口，當前已指定為基隆市市定古蹟。
當前，法國公墓共保存1885年法軍於大沙灣所興建、1929年法國政府派員參加移管式時所建的墓碑，及1954年法國政府由澎湖遷建之墓塚。目前園區共有7座石墓、2座紀念碑和一座遷移記事碑，全數採用花崗石及砂岩塊雕鑿疊砌。

## 歷史

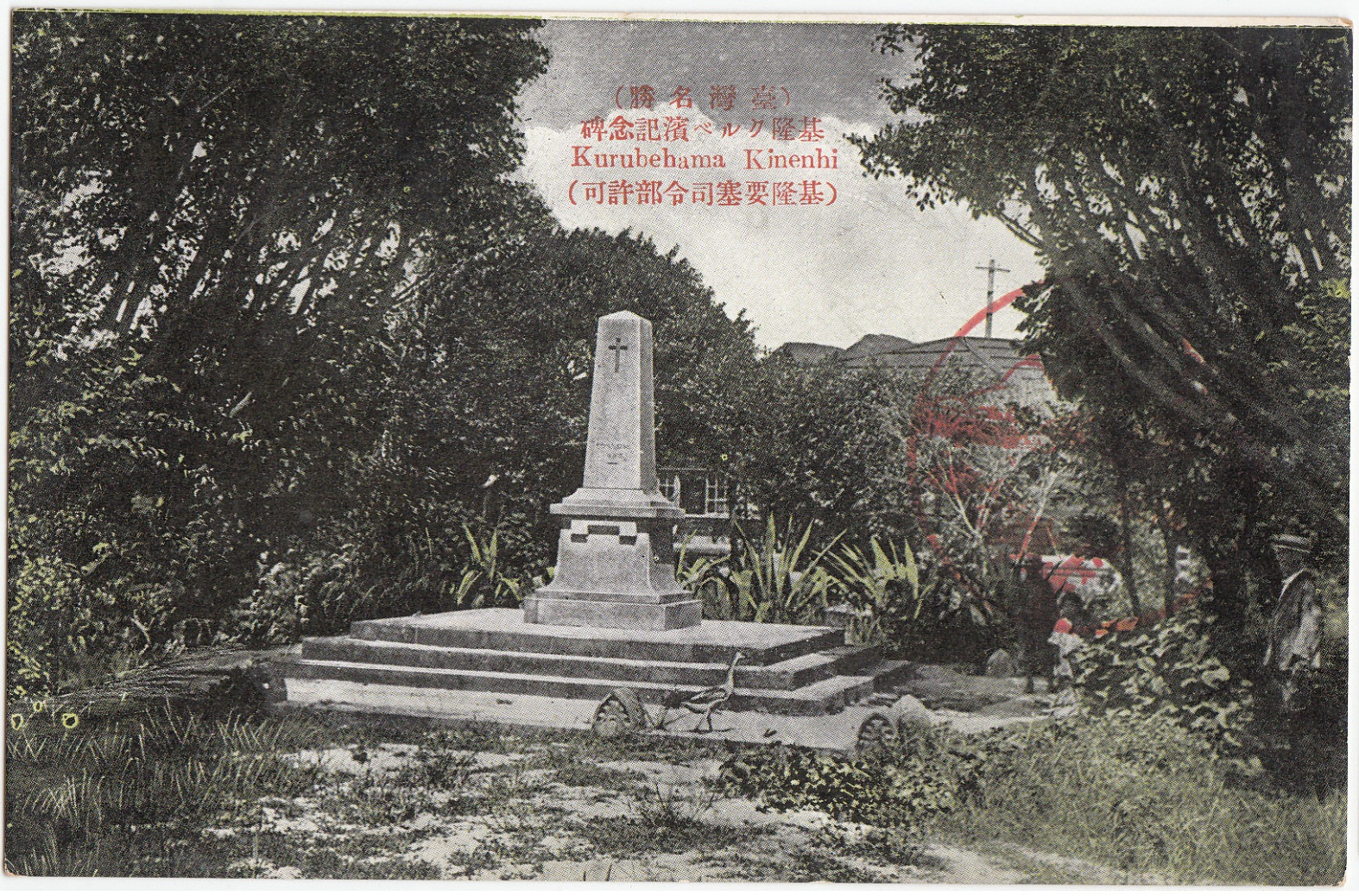
日治時期的「佛國陸海軍人戰死者紀念碑」

1883年12月至1885年4月间（即光绪九年十一月至十一年二月间），清朝为了保护越南而與法國发生戰爭。除在越南境內展開外，法國尚派遣部隊攻打雲南邊界，海軍上將孤拔則統率遠東艦隊取得臺灣海峽制海權，並先後佔領臺灣基隆和澎湖兩處。法國遠東艦隊雖於海戰贏得全勝，並一度攻佔基隆、澎湖等地，卻因於滬尾一役受挫及疫病流行，無法達成拿下臺灣全島的戰略目的。
《中法新約》後，為紀念大清帝國與法國在中法戰爭期間死亡的700多名將士，因而在基隆及馬公市（澎湖）安葬在兩處法國軍人墓地，一處在基隆，一處在馬公（澎湖）。現有格局則為1909年日本政府進行重修工程後所建立，部分安葬於馬公的遺骨移送基隆。
1928年，臺灣總督府自發性的永久管理位於基隆與澎湖兩地之法國公墓，並於同年12月30日舉行移交。

### 戰後時期
戰後，法國公墓仍存，1947年4月14日之後，法國駐上海總領事貝恩斯向中華民國外交部通報公墓完全破敗的情況，並展開應急工作。
1954年8月5日，中華民國政府與法國政府擬定「基隆法國公墓及馬公法國紀念碑所佔有土地之租貸辦法」以象徵性的1元將兩地的紀念碑地權承租法國。
1964年中華民國與法國斷交後，清法戰爭紀念園區由中華民國政府收回為國有地，但由法國在臺協會作為法國海外領土實質管轄，一般人無法進入參觀。直到1993年，大使館的法國代表才確保對土地進行管理。法國台灣協會總秘書處在國防部的財政支持下接替它。1997年，經法國部長決定，經協議，墓園管理及維修權交還基隆市政府，直到1999年移交基隆市政府並定為市定古蹟，始開放參觀。1999年1月8日，基隆市政府公告清法戰爭紀念園區為市定古蹟。基隆市政府並在每年與法國在臺協會於基隆中元祭時共同舉辦普渡大典。
2012年11月20日，園區石碑被吸毒者蓄意破壞，甚至部分石塊成為粉末。原先的墓碑材質為砂岩，但因年代久遠及且材質亦因風化而模糊，在修復工程上以「水泥黏著劑」修補，再安插不鏽鋼片，並用仿砂素材重新粉刷，僅能重建舊貌。該次破壞毀損了6個墓碑。2016年8月，基隆市文化局爭取中華民國文化部補助，編列預算整修基隆多處古蹟，其中包含清法戰爭紀念園區。2019年，因大基隆歷史場景再現計畫推動下，法國公墓則涵納於「沙灣歷史文化園區」展區；計畫範圍內的中華民國海軍中濱營區因鄰近紀念園區，遷移至和平島上的海濱和平營區空地，2019年7月31日開工，預計2020年5月完工讓中濱營區部隊進駐。
當前清法戰爭紀念園區進行串聯太平輪遇難旅客紀念碑和周遭古蹟群整合成大型公園，與交通串聯改善、圍牆修復等整修工程。

## 園區設施
作為基隆市至今保存與中法戰爭最具關聯之代表設施，清法戰爭紀念園區從墓葬格局而言實為具有著西方公墓之特徵。

### 古墓

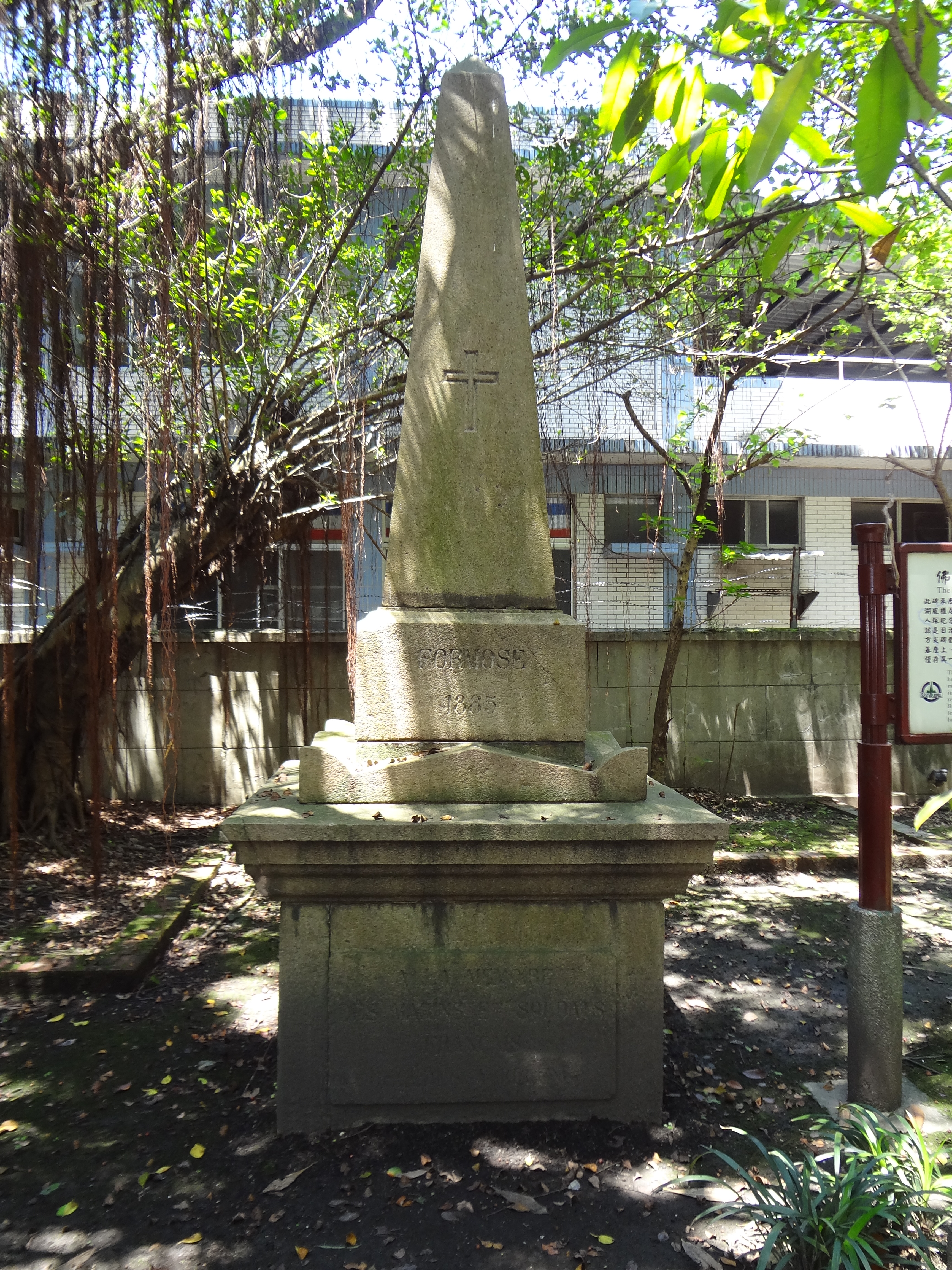
佛國墓地紀念碑
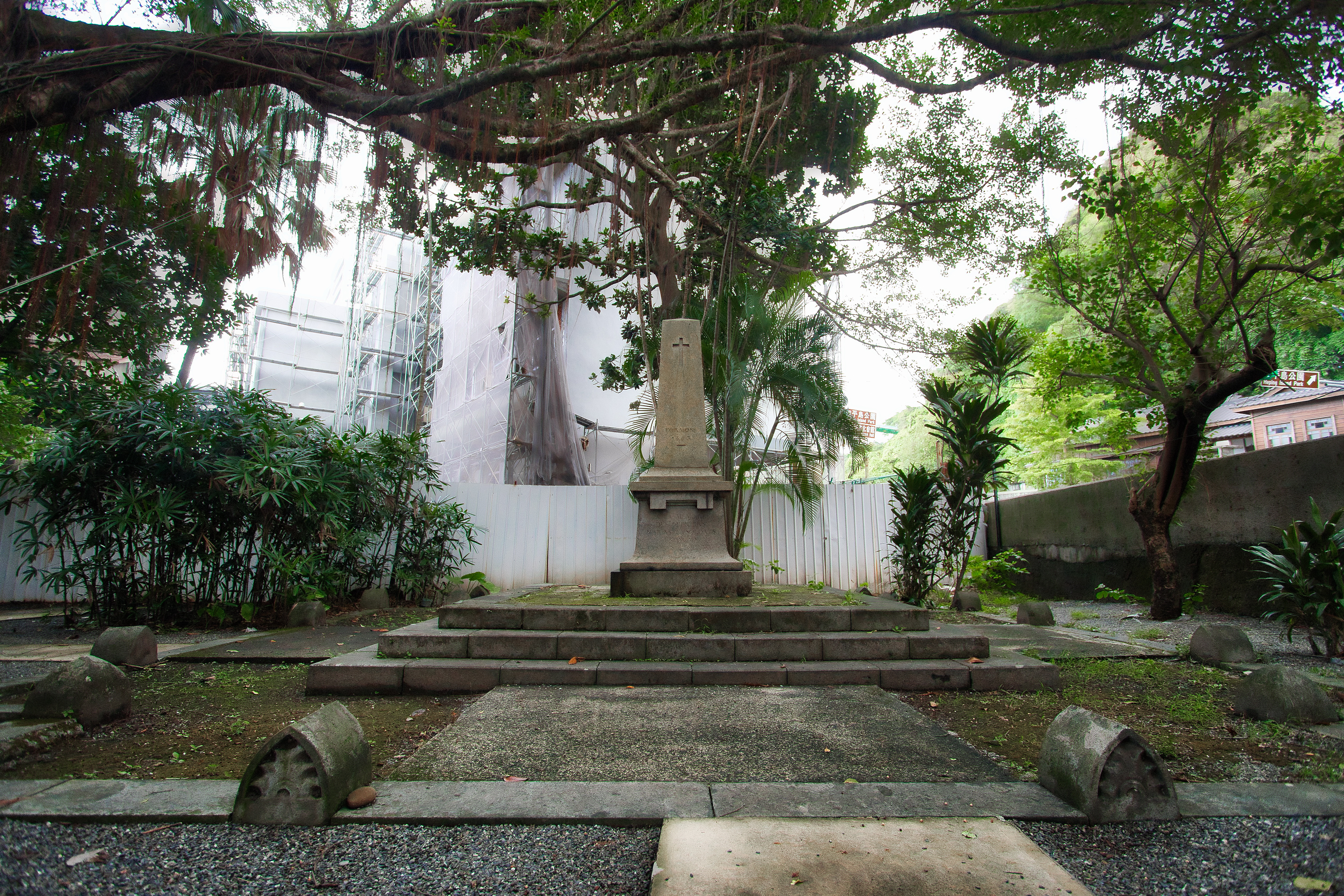
佛國陸海軍人戰死者紀念碑
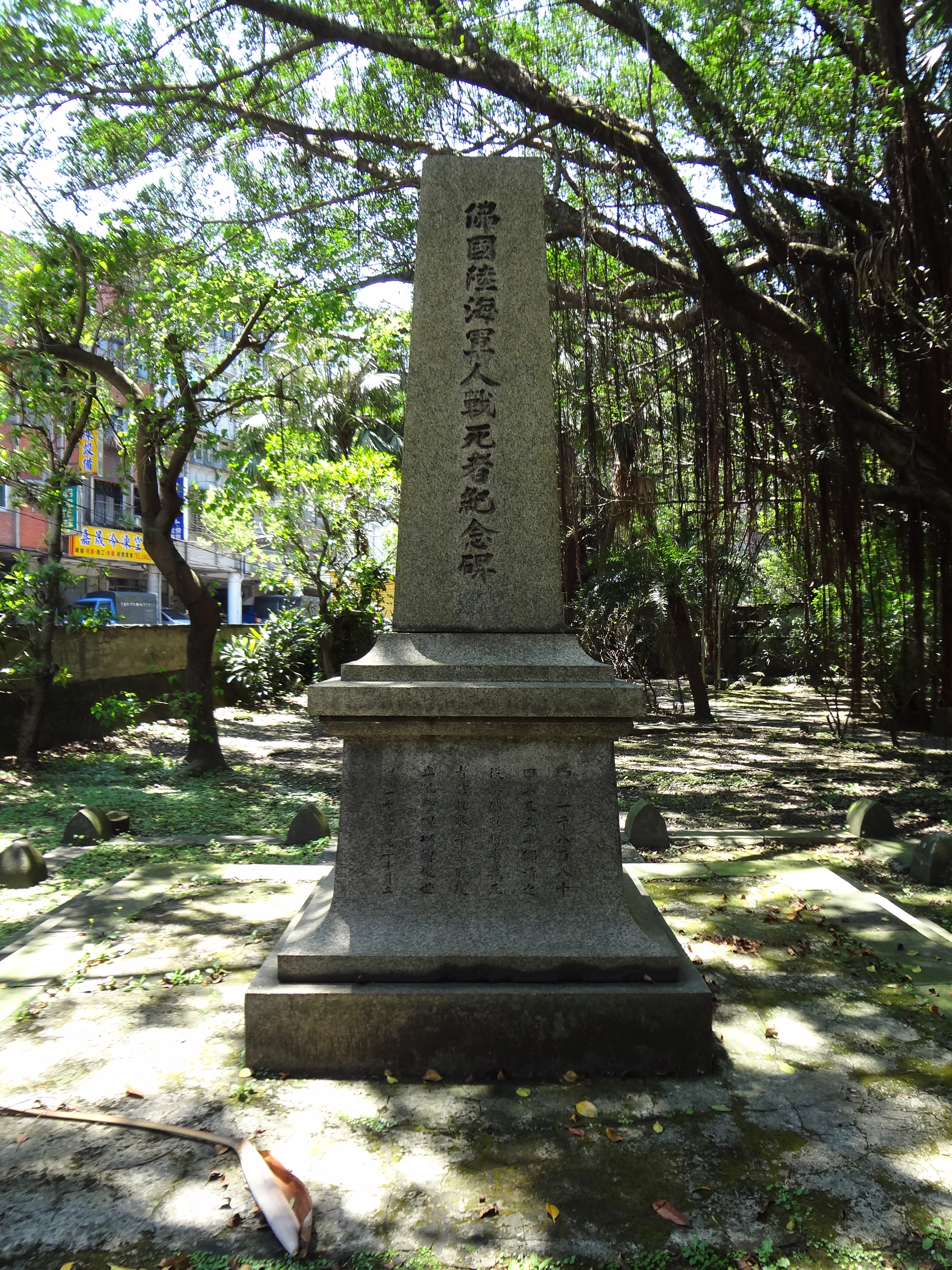
佛國陸海軍人戰死者紀念碑
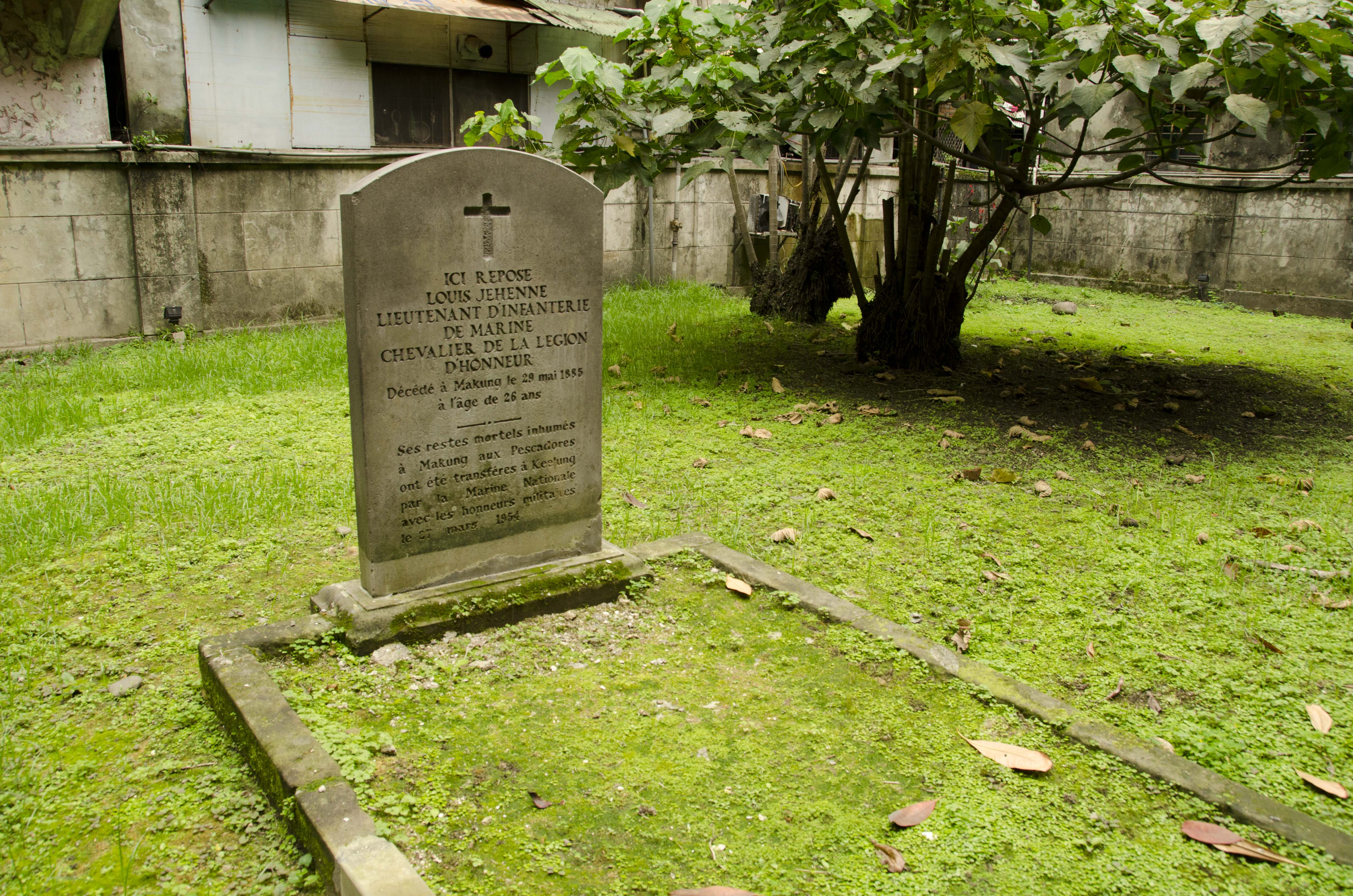
若漢德之墓
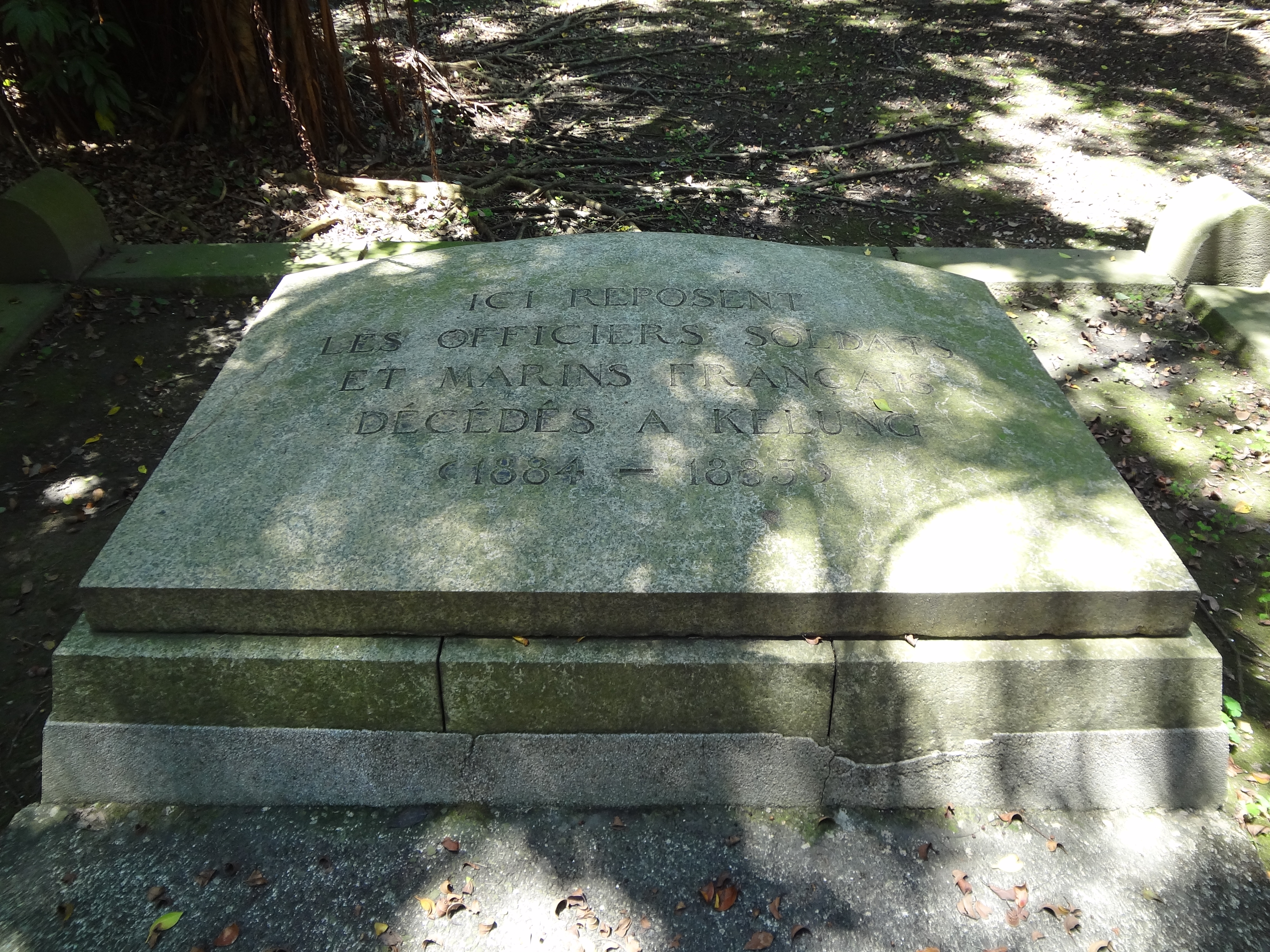
佛國戰死者紀念碑

法國海軍陣亡官兵墓碑
為清光緒十一年（1885）所建，因中法戰爭中於基隆陣亡的法國海軍官兵而立。光緒二十一年（1895年）因乙未戰爭，及後來因鄰近海岸造成海浪侵蝕導致多數石碑嚴重受損，當前在園區中則散置不少留存的石牌，各碑形式不一。
戴爾及若漢德之墓
為澎湖之役死於馬公及葬於該地火燒坪孤拔紀念碑之海軍事務長馬里·約瑟夫·路易·戴爾（Marie Joseph Louis Dert），及海軍陸戰隊中尉路易·若漢德（Lieutenant Louis Jehenne）之遺體所立之墓碑，周圍則設有遷移記事碑表示遷移過程。
1954年3月27日，法國國家護衛艦皮莫丹號（F739）將兩人遺體遷葬於法國公墓，葬禮儀式由法國籍天主教花蓮教區監牧費聲遠主持，中華民國國防部、法國駐中華民國大使館代辦與全體館員、法軍艦長與官兵、法國僑民以及多人均參與。

### 紀念碑
佛國陸海軍人戰死者紀念碑
佛國陸海軍人戰死者紀念碑，又名法國海軍陣亡官兵墓碑，是明治42年（1909年）日本政府接受法國委託而立碑之紀念碑。「佛國」指「佛蘭西」，即法國。碑座正反面分別以漢字和法文所表示，碑文為：
|  | 西元一千八百八十四年及五年佛清之役 葬佛軍將卒戰死者於此 本年重修建立紀念碑以傳後世 西曆一千九百九年(1909)十月立 |

|  | （紀念歿於基隆之法國海陸軍官士兵） |

佛國墓地紀念碑
該紀念碑形式和澎湖馬公市風櫃尾的澎湖法軍殉職紀念碑相同，其上方為方形尖錐形式，下方為塔形台基。碑文陰刻法文：
|  | [ 19 ] |

，並刻有年款。

### 其他
- 太平輪罹難旅客紀念碑
- 原樺山資紀銅像基座

## 外部連結
- 清法戰爭紀念園區——文化部文化資產局 （页面存档备份，存于）